# Državno sudbeno vijeće Republike Hrvatske
Državno sudbeno vijeće (skraćeno DSV) samostalno je i neovisno tijelo koje osigurava samostalnost i neovisnost sudbene vlasti u Republici Hrvatskoj.

## Članovi i predsjednik Vijeća
Vijeće ima jedanaest članova, a čine ga sedam sudaca, dva sveučilišna profesora pravnih znanosti i dva saborska zastupnika od kojih je jedan iz redova oporbe.
Članove Vijeća iz reda sudaca čine:
- dva suca Vrhovnog suda Republike Hrvatske,
- dva suca županijskog suda,
- dva suca općinskog suda,
- jedan sudac specijaliziranog suda.

Iz reda sudaca bira se sedam članova, dakle većina (tako nalaže Ustav Republike Hrvatske), pri čemu mora biti osigurana zastupljenost svih sudova u Republici Hrvatskoj s obzirom na njihovu vrstu i stupanj. Kandidate saboru predlaže proširena opća sjednica Vrhovnog suda Republike Hrvatske. Predsjednici sudova ne mogu biti birani za članove DSV.
Dva člana DSV su iz reda sveučilišnih profesora pravnih znanosti i dva iz reda odvjetnika. Kandidate iz reda odvjetnika utvrđuje na temelju prikupljenih prijedloga Skupština Hrvatske odvjetničke
komore, a kandidate iz reda sveučilišnih profesora pravnih znanosti sjednica dekana pravnih fakulteta. U članstvo DSV ne mogu biti birani predstavnici zakonodavne i izvršne vlasti, niti predstavnici drugih državnih tijela, udruga građana i slično.
Članovi Državnoga sudbenog vijeća biraju se na vrijeme od četiri godine, s time da članom Državnoga sudbenog vijeća nitko ne može biti više od dva puta uzastopce. Prilikom stupanja na dužnost članovi DSV-a polažu prisegu. Predsjednika Državnoga sudbenog vijeća bira tajnim glasovanjem većina članova Državnoga sudbenog vijeća na vrijeme od dvije godine.
Predsjednik i članovi DSV-a imaju imunitet. To znači da ne smiju biti pozvani na odgovornost za izraženo mišljenje ili glasovanje u Vijeću, niti se protiv člana smije pokrenuti kazneni postupak bez odobrenja Vijeća.
Prestanak dužnosti člana DSV-a prestaje istekom mandata, ako ga se razriješi zbog neopravdanog neobavljanja ili neurednog obavljanja dužnosti, ako bude imenovan predsjednikom suda, ako trajno izgubi sposobnost obavljati svoju dužnost, ako bude osuđen na kaznu zatvora, - ako primi državljanstvo druge države te ako sam to zatraži.

## Djelokrug i način rada
U djelokrug Vijeća spada:
- imenovanje sudaca,
- imenovanje i razrješenje predsjednika sudova,
- premještaj sudaca,
- vođenje stegovnog postupka i odlučivanje o stegovnoj odgovornosti sudaca,
- odlučivanje o razrješenju sudaca,
- sudjelovanje u osposobljavanju i usavršavanju sudaca i sudskih službenika,
- provođenje postupka upisa kandidata u Državnu školu za pravosudne dužnosnike i postupka polaganja završnog ispita,
- donošenje Metodologije izrade ocjene sudaca,
- vođenje osobnih očevidnika sudaca,
- vođenje i kontrola imovinskih kartica sudaca.

Vijeće odlučuje u sjednici koje saziva predsjednik, iznimno na prijedlog najmanje pet članova. O načinu rada donosi se poslovnik.

## Postupak imenovanja sudaca
Slobodno sudačko mjesto oglašava Ministarstvo pravosuđa po službenoj dužnosti ili na prijedlog predsjednika suda za koji se imenuje sudac, predsjednika neposredno višeg suda ili predsjednika Vrhovnog suda. Oglas se objavljuje u Narodnim novinama. Ministarstvo pravosuđa zatražit će mišljenje o svim kandidatima od nadležnog sudačkog vijeća. Nakon prikupljenih mišljenja, Ministarstvo pravosuđa dostavi će listu kandidata koji ispunjavaju uvjete za sudačko mjesto Vijeću. Državno sudbeno vijeće u postupku imenovanja dužno je pribaviti mišljenje nadležnog odbora Hrvatskoga sabora.
Prilikom stupanja na dužnost sudac polaže prisegu pred članovima Vijeća.

## Disciplinski postupak
Sudac odgovara za počinjena stegovna djela. Stegovna dijela jesu:
- zloporaba položaja ili prekoračenja službene ovlasti,
- neopravdano neobnašanje ili neuredno obnašanje sudačke dužnosti,
- obnašanje službe, poslova ili djelatnosti nespojivih sa sudačkom dužnošću,
- izazivanje poremećaja u radu suda koji znatno utječu na djelovanje sudbene vlasti,
- povreda službene tajne u svezi s obnašanjem sudačke dužnosti,
- nanošenje štete ugledu suda ili sudačke dužnosti na drugi način.

Stegovni postupak za stegovno djelo iz stavka 2. točke 2. ovoga članka pokrenut će se osobito ako sudac bez opravdanog razloga ne izrađuje i ne otprema sudske odluke u zakonskom roku, ako je sudačko vijeće ocijenilo njegov rad negativnom ocjenom te ako je, bez opravdanog razloga, broj odluka koje je donio u jednogodišnjem razdoblju bitno ispod prosjeka.
Za počinjena stegovna djela mogu se izreći sljedeće stegovne kazne:
- ukor,
- novčana kazna do jedne trećine plaće ostvarene u prethodnom mjesecu kroz najdulje šest mjeseci,
- razrješenje od dužnosti.

U stegovnom postupku u prvom stupnju odlučuje Vijeće većinom glasova svih članova.
Zahtjev za pokretanje stegovnog postupka protiv suca za koje postoji opravdna sumnja da je počinio stegovno djelo, pokreće predsjednik suda u kojem obnaša sudačku. Zahtjev za pokretanje postupka zbog počinjenja stegovnog djela može podnijeti i predsjednik neposredno višeg suda, predsjednik Vrhovnog suda Republike Hrvatske, sudačko vijeće te ministar pravosuđa.
Sucu protiv kojega je pokrenut stegovni postupak mora se omogućiti da se brani osobno ili putem branitelja. Protiv odluke Vijeća, sudac ima pravo žalbe Ustavnom sudu.

## Postupak razrješenja
Vijeće će razriješiti suca:
- ako sam zatraži,
- ako trajno izgubi sposobnost obnašanja sudačke dužnosti i
- ako je osuđen za kazneno djelo koje ga čini nedostojnim obnašanja sudačke dužnosti.

## Poveznice
- Sudbena vlast u Hrvatskoj

## Vanjske poveznice
- Državno sudbeno vijeće  Arhivirana inačica izvorne stranice od 1. rujna 2011. (Wayback Machine)
- Zakon o Državnom sudbenom vijeću (Narodne novine, br. 116/10)